# Living in Oblivion
Living in Oblivion es una película independiente de comedia negra de 1995, escrita y dirigida por Tom DiCillo y protagonizada por Steve Buscemi. La trama narra la realización de una película de bajo presupuesto y muestra los problemas de Nick Reve (Buscemi), un director de cine independiente, y su continua lucha para mantener el proyecto a flote, a través de una etapa interminable de contratiempos y percances. Mientras el director intenta llevar a cabo el rodaje, surge la relación amorosa entre Nicole (Catherine Keener), una actriz, y Chad Palomino (James LeGros), un soberbio actor de Hollywood, que además no se encuentra muy entusiasmado trabajando en una película independiente, pero Nick insiste en mantenerlo dentro del proyecto. Las relaciones durante la filmación empeoran y surgen rivalidades entre los actores, el director y Lobo (Dermot Mulroney), el camarógrafo, quien acaba de terminar su relación con Wanda, la asistente del director. La cinta incluye el debut cinematográfico del actor Peter Dinklage.
Aunque al momento de su estreno varios medios sugirieron que el personaje del arrogante actor principal interpretado por LeGros estaba inspirado en Brad Pitt, el director negó esa información. De hecho, DiCillo afirmó que el propio Brad Pitt era quien iba a interpretar el papel, pero tuvo que abandonar el proyecto por estar comprometido previamente con la campaña de publicidad de Leyendas de pasión. LeGros basó su personaje en un actor egocéntrico con quien había trabajado previamente. La idea del filme surgió a partir de la experiencia de DiCillo con su primera película, Johnny Suede, y las dificultades para conseguir financiación para rodar Box of Moon Light. El proyecto fue rechazado por todos los productores y distribuidores; la producción se financió colectivamente a través de aportes de amigos y conocidos del director, y a cambio, algunos de ellos consiguieron papeles en el filme. Originalmente, Living in Oblivion se iba a tratar de un cortometraje de treinta minutos, pero el director consideró que su duración poco convencional —sin llegar a ser un largometraje y demasiado extensa para tratarse de un corto— iba a limitar sus posibilidades de distribución en festivales de cine y filmó una segunda y tercera parte.
El filme tuvo un estreno limitado y aunque solo recaudó 1,1 millones de dólares, fue bien recibido por la crítica cinematográfica, recibiendo numerosos galardones, entre ellos un premio al guion en el Festival de Cine de Sundance y dos premios en el Festival de cine estadounidense de Deauville. Posteriormente, fue descrita por algunos medios como una película de culto y otros la han incluido entre los trabajos más destacados cuyas tramas retratan la realización cinematográfica.

## Argumento
La película se divide en tres partes, las cuales se refieren a la realización de una película de bajo presupuesto con el mismo director, equipo y principalmente el mismo elenco.
Primera parte: El director Nick Reve (Steve Buscemi) está filmando una película independiente de bajo presupuesto en el centro de la ciudad de Nueva York. El equipo de catering no tiene fondos suficientes y se comporta de modo apático, rehusándose a reemplazar una caja de leche que ha estado en la mesa del servicio durante una semana. La escena que se está filmando es difícil; una joven, Ellen, le reprocha a su anciana madre (Rica Martens) no haber intervenido cuando el padre golpeaba a Ellen cuando era niña. En el set, casi todo lo que puede salir mal sale mal; las tomas se echan a perder debido a cómo se ve el boom del micrófono; el asistente de cámara no logra mantener la toma enfocada; Cora, la actriz que interpreta a la madre, olvida sus diálogos, y Nicole, la actriz que interpreta a Ellen, se desconcentra cada vez más. Nick, desanimado, pide un ensayo sin cámaras para refrescar a los actores.
Cuando Nicole (Catherine Keener) se regaña a sí misma por actuar mal, Cora (Rica Martens) la tranquiliza con un gesto que le recuerda a Nicole un gesto similar hecho por su propia madre enferma terminal. Nicole está tan molesta por el recuerdo que se convierte en una actuación inesperadamente apasionada; y Cora, sorprendida por la repentina intensidad de Nicole, también logra una buena actuación. Observándolas, Nick vuelve a entusiasmarse. Desafortunadamente, la escena no se grabó; el director de fotografía y camarógrafo Wolf (Dermot Mulroney), que ha estado diluyendo el café de baja calidad con la leche en mal estado, estuvo vomitando en el inodoro durante todo el proceso. Nick pide con tristeza otra toma. Esta vez, un pitido repentino e insistente distrae a los actores. Nadie puede darse cuenta de dónde viene; Nick se enfurece, regañando a todos los miembros del equipo y del elenco. Luego se despierta en su propia cama; el pitido era su propio despertador. Ha soñado todo el segmento. Son las 4:30 a. m. y debe estar en el set.
Segunda parte: Temprano esa misma mañana, el actor principal de la película, Chad Palomino (James LeGros), se está vistiendo en la habitación de hotel de Nicole. Han pasado la noche juntos y Chad sugiere que podrían volver a estar juntos más tarde; Nicole declina cortésmente. Chad y Nicole llegan al plató por separado. El personaje de Nicole, Ellen, y el personaje de Chad, Damian, han estado enamorados durante años, pero nunca lo han admitido hasta que se filma la escena ese día. Rodar la escena se hace prácticamente imposible por la actuación irregular de Chad. Sigue cambiando de opinión acerca de dónde pararse y se mueve continuamente a lugares donde es invisible o está mal iluminado. Nicole se siente cada vez más frustrada por la egolatría de Chad; y, cuando él comienza a acariciarle la cabeza, ella pierde brevemente la calma y luego se disculpa. Chad, irritado, exige una charla privada con Nick. Le dice a Nick que se ha acostado con Nicole y le dice que fue ella, no él, quien quería continuar la relación. Desesperado por mantener feliz a Chad, Nick acepta que Nicole no es muy buena actriz. Nicole escucha esta conversación en los auriculares del mezclador de sonido. Fingiendo estar arrepentida, le pregunta a Nick si pueden improvisar un poco; pero, cuando lo hacen, les anuncia a todos que, aunque se acostó con Chad, no está interesada en absoluto en él. Chad pierde los estribos y abandona la película. Aliviado de que ya no tendrá que complacer a Chad, Nick lo llama «hijo de puta anfitriona twinkie» y estalla una pelea. Nick golpea a Chad sin sentido y lo despide. Se disculpa con Nicole y le confiesa que la ama. Se besan, luego Nicole se despierta abruptamente, todavía en su cama, habiendo soñado todo el segmento.
Tercera parte: Más tarde el mismo día, el equipo se está preparando para una escena de ensueño en la que Nicole, como Ellen, se queda quieta mientras un enano camina a su alrededor sosteniendo una manzana. Nick afirma haber aprendido una lección de su propio sueño: que a veces «simplemente tienes que fluir». Nicole admite que tuvo un sueño con Nick, pero no le cuenta lo que pasó. Nick se las arregla para mantener su actitud positiva a pesar de los diversos percances que ocurren: la máquina de humo no funciona, luego se incendia y luego su senil madre Cora llega al set. Sin embargo, el malhumorado actor enano Tito (Peter Dinklage) se queja de que un enano en la secuencia de un sueño es un cliché y se marcha disgustado del plató. La confianza de Nick se derrumba y anuncia que la película ha terminado. En ese momento interviene su madre, agarrando la manzana, moviéndose hacia el sitio de Tito y anunciando que está lista. El equipo se apresura a filmar la escena y su actuación maníaca le aporta nueva energía y convicción. Nick está encantado y decide mantener la nueva secuencia del sueño. Hay un momento tenso mientras el mezclador de sonido graba treinta segundos de sonido de ambiente. Todo el elenco y el equipo se las arreglan para permanecer en silencio y durante este momento cada uno sueña despierto con cosas diferentes. Continúan filmando la siguiente secuencia.

## Reparto
- Steve Buscemi - Nick Reve
- Catherine Keener - Nicole Springer
- Dermot Mulroney - Lobo
- James LeGros - Chad Palomino
- Danielle von Zerneck - Wanda
- Rica Martens - Cora
- Peter Dinklage - Tito
- Kevin Corrigan - Asistente de cámara
- Hilary Gilford - Guion
- Robert Wightman - Gaffer
- Tom Jarmusch - Conductor
- Michael Griffiths - Speedo, el sonidista
- Matthew Grace - Boom
- Francesca DiMauro - Asistente de producción
- Norman Fields - Maquillador

## Producción
La idea de Living in Oblivion surgió después del fracaso del anterior filme de Tom DiCillo, Johnny Suede, y sus dificultades para conseguir financiación para la producción de Box of Moon Light. «Se originó en uno de los períodos más profundos y oscuros de mi carrera inicial», afirmó el director. Añadió que estaba «desilusionado con cada aspecto del proceso de realización de una película; desde conseguir el dinero hasta las pesadillas técnicas del rodaje». DiCillo escribió la primera media hora de la película en cuatro días y le presentó la idea a Catherine Keener. Según el director no se realizaron audiciones; quién invirtiese en la realización del filme iba a obtener un papel a cambio. La esposa de DiCillo le propuso invertir a su prima, Hilary Gilford, que a cambio consiguió un papel en la película. Por su parte, Keener le mostró el guion a su marido, el actor Dermot Mulroney, que quería interpretar Nick. En cambio, DiCillo le sugirió interpretar a camarógrafo y este aceptó, invirtiendo 5000 dólares. Para el papel principal Mulroney propuso a Steve Buscemi, y este aceptó el papel sin leer el guion. En ese entonces, Buscemi estaba tratando de llevar a la pantalla su primer largometraje como director y ante la propuesta de DiCillo, el actor dijo: «Pensé que era genial interpretar a un director ya que no podía serlo de verdad». Anteriormente el actor había dirigido un cortometraje y utilizó esa experiencia para el papel. Matthew Grace, quien interpreta al operador del boom, trabajaba en un gimnasio al que asistía la esposa de DiCillo; invirtió 2000 dólares en el proyecto y consiguió el papel. Brad Pitt —protagonista de la ópera prima de DiCillo, Johnny Suede— iba a interpretar a Chad Palomino, pero tuvo que abandonar el proyecto por compromisos previos con Leyendas de pasión. Mientras Keener le comunicaba por teléfono a DiCillo que Pitt no iba a estar disponible, James LeGros pasaba por la casa de la actriz y en ese mismo instante se le ofreció rol. Hacia noviembre de 1993 y con un presupuesto de 38 000 dólares, la primera media hora de la película se filmó en cinco días en blanco y negro con algunos fragmentos en color, en formato de 16 mm. Según el director, en esta instancia, nadie cobró por su trabajo.
Originalmente, se iba a tratar únicamente de un cortometraje de esa duración y se iba a titular Scene Six, Part One o Part One, Oblivion. No obstante, el director no estaba seguro como iba a distribuirlo, debido a que «los festivales no saben qué hacer con un corto de más de cinco minutos». Alentado por el equipo, DiCillo decidió grabar una segunda y tercera parte para integrarlas al metraje ya filmado, alcanzando finalmente 90 minutos de duración. El resto de la producción fue financiada por Hilary Gilford con dinero que había heredado. La propuesta de Gilford llegó justo antes de que el director firmara un contrato con un productor «sinvergüenza» de Hollywood que quería reemplazar a los actores originales y hacer otras modificaciones. De acuerdo con DiCillo, algunos fondos adicionales provinieron del productor Marcus Viscidi y nuevamente de algunos actores. Se alcanzó un presupuesto adicional —además de los 38 mil dólares invertidos en la primera parte— de 500 000 dólares. La segunda y tercera parte de la película se rodó durante quince días en mayo de 1995 en un arsenal en desuso entre la Calle 42 y la Undécima Avenida de Manhattan, alrededor de un año después de terminada de filmar la primera parte, Para el único personaje que se realizó un casting fue para el papel de Tito, el actor enano. Varios actores de baja estatura se presentaron a la audición pero, según el director, ninguno sabía actuar. Kevin Corrigan le comentó a DiCillo sobre un «gran actor de teatro», Peter Dinklage, «un tipo que trabajaba en una tienda de fax en Brooklyn», que finalmente se quedó con el papel.

## Recepción

### Crítica
La película fue aclamada por la crítica. En el sitio web Rotten Tomatoes, tiene un índice de aprobación del 86 %, basado en 36 reseñas, con una calificación promedio de 7,7 sobre 10. El consenso del sitio web dice: «Living in Oblivion se sumerge en la locura de hacer cine con una sátira aguda que eleva el cine independiente mientras funciona como una película independiente entretenida por mérito propio». Stephen Hunter, de The Baltimore Sun, escribió que en «Living in Oblivion el ingenio está en todas partes» y que «es ligera pero muy divertida, una sorpresa de un sector de la industria que casi siempre se toma a sí mismo demasiado en serio». Además de notar el trabajo de los actores, el crítico Todd McCarthy, de Variety, mencionó que «la película es genial técnicamente» y que el director «no pretende que esta película sea más importante de lo que es, y ha hecho una contribución agradable, aunque modesta, al género de las películas sobre la realización de películas».
El crítico Adrian Martin dijo que Living in Oblivion «se alinea más con el clásico Otto e mezzo (1963) de Fellini» que con películas contemporáneas sobre realización cinematográfica como The Player, The Big Picture, In the Soup, Gente de Sunset Boulevard o Ed Wood. El crítico agregó: «Mucho de lo bueno de esta película se puede atribuir a la maravillosa actuación cómica de Steve Buscemi. Es un actor extremadamente estilizado, incluso expresionista, que tiende a sobresalir poderosamente». El crítico Desson Howe, de The Washington Post, elogió el trabajo de todos los actores, también destacando el de Buscemi, «un intérprete maravillosamente poco convencional y vanguardista», «lleva el peso emocional de la película mientras el proyecto de sus sueños se enfrenta a una muerte inminente, sus ojos rojos de rana amenazan con estallar de exasperación». También para The Washington Post, Hal Hinson escribió que «su actuación es realmente una serie de fuegos lentos magníficamente calibrados; cuanto más aumenta la tensión, más gracioso se vuelve Buscemi». Janet Maslin, de The New York Times, mencionó que el trabajo del director se ve «enormemente» ayudado por el «nerviosismo» del personaje de Buscemi y además destacó la presencia de James LeGros como Chad Palomino, escribiendo que «es un placer tan absoluto que cuando se va, la película nunca se recupera de esa pérdida». PopMatters indicó que «el reparto trabaja en conjunto a la perfección» y —además de elogiar a Buscemi y LeGros— dedicó varias líneas al trabajo de Catherine Keener, diciendo que «es tan buena que es fácil olvidar que estás viendo una película de ficción y no un documental acerca de una película». Para la revista Time Out, Keener tuvo la mejor actuación del filme.
Owen Gleiberman, de Entertainment Weekly, escibió: «Una versión indie actualizada de La noche americana de Truffaut, Living in Oblivion celebra el acto mismo de hacer cine como una gran locura, un triunfo del heroísmo absurdo». Kenneth Turan, de The Los Angeles Times, escribió: «Aunque Living in Oblivion puede sonar como una película de un solo chiste, el placer es que no tiene problemas para mantener el interés sin sentirse repetitiva». Clark Collis, de la revista Empire, afirmó: «Combinando farsa y tragedia en cantidades iguales, DiCillo ha hecho una película que debería atraer a cualquiera que haya tenido un día particularmente malo». Por otro lado, Roger Ebert dijo que no podía recomendar esta película a un público que no estuviese particularmente interesado en el proceso de realización cinematográfica. Además agregó que no le convenció el hecho de que el filme incluyera secuencias de ensueño. Una de las pocas reseñas negativas fue escrita por Manohla Dargis, para la revista Spin, que definió Living in Oblivion como «una broma de diez minutos que se extendió casi hasta el agotamiento».

### Taquilla
Las especulaciones de críticos de cine como Mick LaSalle que sugerían que el personaje de James LeGros estaba inspirado en Brad Pitt —basadas en coincidencias entre las trayectorias del actor ficticio y Pitt, además de cierto parecido físico— despertaron un moderado interés en el filme al momento de su estreno, que coincidía con la reciente presencia en la taquilla de los filmes Entrevista con el vampiro y Leyendas de pasión, protagonizadas por Pitt. Con un estreno limitado, Living in Oblivion recaudó 1 111 790 millones de dólares en Estados Unidos. John Berra notó la poca publicidad que recibió Living in Oblivion en comparación con otras cintas independientes de la época, considerando que el publicista James Urman pudo haber tenido responsabilidad en ello. Urman se había quejado del poco atractivo comercial que tenían los actores Buscemi y LeGros a la hora de promover la película en los medios. Las ganancias que la distribuidora Sony Pictures Classic pudo lograr fueron gracias al éxito en ventas de la edición en DVD.

### Premios
| Organización                                             | Categoría                           | Receptor(es)                      | Resultado  |
| -------------------------------------------------------- | ----------------------------------- | --------------------------------- | ---------- |
| Festival de cine estadounidense de Deauville (1995)      | Premio del público                  | Tom DiCillo                       | Ganador    |
| Festival de cine estadounidense de Deauville (1995)      | Grand Prix du jury                  | Tom DiCillo                       | Ganador    |
| Festival Internacional de Cine de Estocolmo (1995)       | Premio FIPRESCI                     | Tom DiCillo                       | Ganador    |
| Festival Internacional de Cine de Estocolmo (1995)       | Caballo de Bronce                   | Caballo de Bronce                 | Candidata  |
| Festival de Cine de Sundance (1995)                      | Premio Waldo Salt al mejor guion    | Tom DiCillo                       | Ganador    |
| Festival de Cine de Sundance (1995)                      | Gran premio del jurado / Drama      | Tom DiCillo                       | Candidato  |
| Semana Internacional de Cine de Valladolid (1995)        | Mejor director nuevo                | Tom DiCillo                       | Ganador    |
| Semana Internacional de Cine de Valladolid (1995)        | Espiga de Oro                       | Tom DiCillo                       | Candidato  |
| Premios Independent Spirit (1996)                        | Mejor película                      | Michael Griffiths, Marcus Viscidi | Candidatos |
| Premios Independent Spirit (1996)                        | Mejor actor de reparto              | James LeGros                      | Candidato  |
| Premios Independent Spirit (1996)                        | Mejor guion                         | Tom DiCillo                       | Candidato  |
| Festival Internacional de Cine de Ljubljana (1996)       | Premio del público / Mejor película | Tom DiCillo                       | Candidato  |
| Asociación de críticos de cine de Turquía (SİYAD) (1996) | Mejor película extrajera            | Mejor película extrajera          | Candidata  |
| Premios Sant Jordi de Cinematografía (1997)              | Mejor actor extranjero              | Steve Buscemi                     | Ganador    |
| 20/20 Awards (2016)                                      | Mejor actor                         | Steve Buscemi                     | Candidato  |

## Legado
Living in Oblivion ha sido descrita por algunos medios como una película de culto. Por ser una película que narra la realización de una película, el escritor John Berra la describió como un «ejercicio de autorreflexión» y reconoció «la presión de mantener los principios artísticos en una sociedad en donde rige el filisteísmo» como una de sus principales temáticas. Además añadió que «aunque el modo de producción del cine independiente descrito por DiCillo ha sido desde entonces reemplazado por la Revolución Digital, el filme ha mantenido relevancia basándose en su franca dramatización de las pruebas y tribulaciones de este.» Fue candidata a ser incluida en la lista «100 años... 100 sonrisas» del American Film Institute. Living in Oblivion es a menudo proyectada en las escuelas de cine. En 2010, Yahoo! la incluyó en el número 28 de las «cien películas para ver antes de morir», considerando el periodo 1990-2009.
En 2007, el San Francisco Chronicle aseguró que Living in Oblivion «sigue siendo el mejor vistazo al interior del cine independiente jamás realizado». Del mismo modo, David Denby de The New Yorker opinó que «es la mejor película que se hizo sobre cine independiente». Para el crítico Nathan Rabin «en Steve Buscemi y Catherine Keener, Living in Oblivion tuvo dos de los componentes más importantes, prolíficos y esenciales del cine independiente de los noventa. No es exagerado decir que es difícil imaginar el último cuarto de década en el cine estadounidense independiente y de bajo presupuesto sin estos dos íconos». El sitio MovieWeb incluyó al personaje de Steve Buscemi en su lista de las «mejores actuaciones de actores que interpretaron a directores de cine», indicando que «Buscemi tiene una personalidad cómica única y funcionó perfectamente con el personaje». El periódico The Guardian incluyó a Living in Oblivion en el puesto número ocho en su lista de las veinte mejores «películas acerca de películas». El sitio Screen Rant destacó el filme como una de las «nueve joyas ocultas de la década de 1990». Collider, basándose en sugerencias de usuarios de Reddit, también mencionó la cinta como una de las «diez joyas ocultas».
En un artículo publicado por Collider en 2023, el autor opinó que se trata de una película «por excelencia» para los aspirantes a directores de cine, argumentando que mientras que la mayoría de las películas que tratan la misma temática están ambientadas en el «extravagantemente excesivo mundo de Hollywood», Living in Oblivion pregunta: «¿y si tus héroes estuvieran tan preocupados, perdidos y fuesen tan inseguros como todos los demás que conoces?». El autor añadió: «Incluso entre las mejores películas sobre cómo hacer películas, ninguna ha retratado el duro esfuerzo amateur de manera tan auténtica como Tom DiCillo y Steve Buscemi lo hicieron aquí».

## Versión casera
El lanzamiento en DVD de 2003 de Sony Pictures Home Entertainment incluye comentarios de Tom DiCillo, escenas eliminadas y una entrevista a DiCillo y Steve Buscemi.
En ocasión del vigésimo aniversario de su estreno, Shout! Factory lanzó un conjunto de dos discos Blu-ray el 17 de noviembre de 2015.